# Konstantínos Nomikós
Konstantínos Nomikós (en grec moderne : Κωνσταντίνος Νομικός), né le 24 septembre 1943 à Alexandrie (Égypte) et mort le 29 septembre 2021, est un physicien grec, connu pour être l'un des co-inventeurs de la méthode VAN.

## Études
Nomikós obtient en 1966 une licence de physique à l'université d'Athènes et une maîtrise d'électronique dans la même université en 1969.
Par la suite il obtient un doctorat de physique à l'université d'Athènes en 1971 puis poursuit pendant deux ans un parcours postdoctoral à l'université Queen Mary de Londres, au laboratoire d'appareils photoélectroniques.

## Carrière académique
Nomikós commence sa carrière universitaire en tant que conservateur du Laboratoire de physique de l'université d'Athènes à partir de 1966, faisant office d'assistant pour les expériences menées au laboratoire et de tuteur pour les étudiants du département de physique. Ensuite il dirige des thèses et guide les doctorants du département. Les principaux résultats de ses activités de recherche se traduisent par une quinzaine de publications dans des revues scientifiques internationales. Il décide de quitter le laboratoire de physique de l’université d’Athènes en avril 1982.
Dans les années 1980, il co-fonde et participe au programme de recherche sur les mesures des courants électriques dans les masses continentales dont la principale application est la prédiction des séismes, connue sous le nom de méthode VAN. Au sein de ce projet il entreprend l'étude, la conception et la mise en œuvre de l'infrastructure des systèmes électroniques et contribue activement à la supervision des thèses de doctorat liées à ce programme de recherche.
Il est chargé de cours au Centre hellénique de productivité (ELKEPA), notamment en électronique numérique et développement technologique des modems en Grèce. De 1976 à 1986, il enseigne à l'École supérieure des officiers techniques (STEAT), donnant des cours sur les ondes, l'électromagnétisme, la physique quantique et l'électronique numérique.
En 1988, il est nommé professeur au département d'électronique du TEI de Crète, spécialisé en microélectronique et micro-ordinateurs. De 1990 à 1991, il dirigé ce département. En juin 1991, il est détaché auprès de l'Institut d'enseignement technologique du Ministère de l'éducation, organisme chargé de la reconnaissance des diplômes étrangers et organe consultatif de tous les TEI en matière d'enseignement technologique.
En 1992, il est nommé professeur au TEI du Pirée au département de physique-chimie et technologie des matériaux tout en conservant le poste de chargé de cours à l'ITE. En 1995, il est nommé professeur au département d'électronique du TEI d'Athènes où il enseigne jusqu'à l'été 2010. Au cours des dernières années, il dirige le département. À l'automne 2010, il obtient le titre de professeur émérite au TEI d'Athènes.
Konstantínos Nomikós décède à l'âge de 78 ans, le 29 septembre 2021.

## Domaines d'expertise scientifique
- Phénomènes de conduction dans les semi-conducteurs et photoconductivité.
- Intensificateurs d'image et matériaux fluorescents.
- Mesures et analyse des changements magnétotelluriques et corrélation avec les séismes.
- Mesures et analyse des changements électromagnétiques à hautes et basses fréquences et corrélation avec les séismes.
- Systèmes de télémétrie.
- Microordinateurs et microprocesseurs.

## Programmes de recherche
- Modifications des courants électriques et corrélation avec les séismes à venir (méthode VAN). L’équipe scientifique fondatrice et composée de :
  - Dr. Panayótis Varótsos professeur à l'université d'Athènes
  - Dr. Kaísar Alexópoulos membre émérite de l'académie d'Athènes
  - Dr. Konstantínos Nomikós professeur TEI d'Athènes
- Etude des propriétés des écrans fluorescents sous l'influence des rayons X. (1989)
- Conception, construction et évaluation d'une nouvelle chambre de mesure du coefficient absolu de performance et de résolution des rayons X. (1997)
- Préparation et évaluation de scintillateurs destinés à être utilisés dans les détecteurs de rayonnement des systèmes d'imagerie médicale. (1999)
- Stockage numérique et analyse des changements du champ électrique à basses et hautes fréquences dans la région de Crète. (1992)
- Système de collecte de données multi-programmable. Programme de coopération gréco-allemande. (1992)
- Réseau Ethernet de recherche de l'Observatoire National d'Athènes. Développement et expansion du réseau de sismographes télémétriques. (1997-2000)
- Contribution aux technologies d'étude des perturbations sismo-électromagnétiques à partir d'observations au sol et satellitaires. (2000-2002)
- Chef de projet (pour le TEI d'Athènes) du 1er programme EPEAEK : « Mise à niveau du programme d'études des départements Electronique T.". E. JE ».
- Chef de projet du programme « Changements électromagnétiques et corrélation avec les séismes » Programme Archimède I. (2004-2006)
- Sous-projet : Etude des luminophores/scintillateurs pour utilisation dans les détecteurs de rayonnement des systèmes d'imagerie médicale. Programme Archimède I. (2004-2006)
- Chef de projet du programme de recherche « Frequency Study ». Programme du TEI Athènes « Athènes 2004 ». (2004-2006)

## Publications scientifiques
Konstantínos Nomikós compte 103 publications scientifiques dans des revues scientifiques à comité de lecture et à l'Académie d'Athènes (jusqu'en juin 2010).

## Indice de citation
L'indice de citation renseigné par Scopus sur la période disponible dans la base de données 1996-2009, sans compter les auto-citations des auteurs, est supérieur à 210.